# کیریلوفکا (شهرستان بلبیفسکی، باشقیرستان)
کیریلوفکا (به لاتین: Kirillovka) یک منطقهٔ مسکونی در روسیه است که در باشقیرستان واقع شده‌است.